# Femme noire agressive
 (mars 2025).
Motif : manque de source signalé depuis 7 ans
- Archive Wikiwix
- Bing
- Cairn
- DuckDuckGo
- E. Universalis
- Gallica
- Google
- G. Books
- G. News
- G. Scholar
- Persée
- Qwant
- (zh) Baidu
- (ru) Yandex
- (wd) trouver des œuvres sur Wikidata

| 1. | Préciser le motif de la pose du bandeau. | Précisez le motif de la pose du bandeau en utilisant la syntaxe suivante : {{admissibilité à vérifier\|date=juillet 2025\|motif=remplacez ce texte par le motif}}                          |
| 2. | Informer les utilisateurs concernés.     | Pensez à avertir le créateur de l'article, par exemple, en insérant le code ci-dessous sur sa page de discussion : {{subst:avertissement admissibilité à vérifier\|Femme noire agressive}} |

 (février 2018).
Si vous disposez d'ouvrages ou d'articles de référence ou si vous connaissez des sites web de qualité traitant du thème abordé ici, merci de compléter l'article en donnant les références utiles à sa vérifiabilité et en les liant à la section « Notes et références ».
Le stéréotype de la  femme noire agressive (en anglais : Angry Black Woman) consiste à dire que les femmes noires seraient mal-élevées, stéréotype qui est particulièrement présent aux États-Unis. Ce mythe impliquerait que les femmes noires sont en général agressives.
Certains intellectuels, comme Dionne Bennett et Marcyliena Morgan, suggèrent que ce stéréotype soit moins étudié que d'autres, car il est considéré comme valide,.
Carolyn West définit la femme noire en colère comme une variété d'un stéréotype « Sapphire » (une autre catégorie répertoriée est Sistas with Attitude).  West définit l'image Sapphire/ABW, omniprésente, comme « un modèle pour représenter presque toutes les femmes noires » et comme servant à plusieurs fins. West le voit comme « une passion et une indignation juste… souvent interprétées à tort comme une colère irrationnelle… utilisée pour faire taire et faire honte aux femmes noires qui osent défier les inégalités sociales, se plaindre de leur situation ou exiger un traitement équitable » (Harris-Perry, 2011). L'invocation de ce stéréotype peut ainsi constituer une injonction de polissage du ton. Le stéréotype de la femme noire agressive (« Sapphire ») est généralement cité au côté des stéréotypes de la femme noire enjouée et maternelle (« Mammy ») et de la femme noire diabolique (« Jezebel »),.
Selon David Pilgrim (2015), « c'est un mécanisme de contrôle social qui est utilisé pour punir les femmes noires qui violent les normes sociétales qui les encouragent à être passives, serviles, non menaçantes et invisibles ».  
Nicki Minaj a été victime d'un traitement par les médias stéréotypé sur le mode de la femme noire agressive lorsqu'elle a exprimé son indignation envers Taylor Swift aux MTV Video Music Awards de 2015.

## Sapphire stéréotype en tant que source
Ce stéréotype est apparu lors de la période esclavagiste aux États-Unis. Les femmes noires réduites en esclavages étaient considérées comme « agressives, dominantes et masculines ».
L'archétype dépeint des femmes noires de l'époque était celui de femmes impures, fortes, masculines, dominantes et agressives qui éloignaient leurs enfants et leurs partenaires de leur rôle de dominant.